# Luusuajärvi
Luusuajärvi är en sjö i Finland. Den ligger i kommunen Kittilä i landskapet Lappland, i den norra delen av landet, 800 km norr om huvudstaden Helsingfors. Luusuajärvi ligger 252,7 meter över havet. Arean är 10 hektar och strandlinjen är 2,58 kilometer lång. Sjön  ingår i Kemi älvs huvudavrinningsområde. 
Nordväst om sjön ligger de små sjöarna Pitslomajärvet.